# Olivier Jacque
Olivier Jacque (Villerupt, 29 agosto 1973) è un pilota motociclistico francese, ritiratosi dall'attività agonistica.
In tutte le stagioni corse nel motomondiale ha sempre scelto il 19 quale numero di gara.

## Carriera

### Classe 250
Ha partecipato alle prime competizioni internazionali grazie al campionato Europeo Velocità che ha disputato nel 1993 in classe 250 su una Honda giungendo al ventesimo posto e nel 1994, sempre nella stessa classe e con la stessa motocicletta, giungendo in questo caso al secondo posto.
Senza cambiare moto e cilindrata di competizione, ha quindi esordito nel motomondiale nella stagione 1995 con il team ELF Honda Tech 3, arrivando decimo in classifica generale. L'anno dopo ottenne la sua prima vittoria mondiale nel Gran Premio del Brasile e si piazzò terzo in classifica generale con 193 punti. Nel 1997 ottenne due successi (in Austria e Brasile) e fu quarto in graduatoria, anche se nel Gran Premio del Giappone si ruppe la clavicola.
Dopo la sfortunata stagione 1998, dove si fratturò i legamenti nel Gran Premio di Spagna saltando quattro gare, nel 1999 il team team Tech 3 lascia la Honda NSR 250 facendo guidare a Jacque la Yamaha YZR 250, con la quale il pilota francese vinse il Gran Premio d'Argentina ed il mondiale della classe 250 nel 2000 a seguito di tre successi, cinque pole position e 279 punti in classifica generale, solo sette in più del secondo piazzato Shin'ya Nakano. Jacque vinse il mondiale all'ultima gara a Philip Island, sul rettilineo d'arrivo dell'ultimo giro riuscì a sopravanzare il suo compagno Nakano.

### Classe 500 e MotoGP
L'anno dopo salì di categoria e passò nella classe 500 ancora con la Yamaha, vi rimase anche la stagione 2002, quando avvenne il passaggio alla nuova MotoGP, anche se Jacque continuò a disporre di una 500. L'unica gara dove il francese risultò competitivo fu il Gran Premio di Germania, dove ottiene la pole e comanda la gara; tuttavia un errore di Alex Barros a pochi giri dal termine, lo costringe al ritiro. Priva di piazzamenti di rilievo fu anche l'annata 2003, al termine della quale lascia il team Tech 3, accettando per il 2004 l'offerta della Moriwaki in qualità di collaudatore, con qualche sporadica apparizione nei GP.
Nel 2005 fu scelto dalla Kawasaki come collaudatore, ma varie defezioni del pilota titolare Alex Hofmann gli permisero di disputare alcune gare. Da segnalare il Gran Premio di Cina, in cui sotto una pioggia battente arrivò secondo dietro Rossi, dopo una rimonta dal 15º posto. Nel 2007 Jacque ha ritrovato un posto da titolare, ancora con la Kawasaki, con Randy de Puniet quale compagno di squadra, ma a causa di alcuni infortuni, il 22 giugno ha annunciato il ritiro dalle competizioni, pur restando a svolgere il compito di collaudatore.

## Risultati nel motomondiale

### Classe 250
| 1995 | Classe | Moto  |     |    |     |    |    |    |     |   |   |    |   |   |   |  |  |  | Punti | Pos. |
| ---- | ------ | ----- | --- | -- | --- | -- | -- | -- | --- | - | - | -- | - | - | - |  |  |  | ----- | ---- |
| 1995 | 250    | Honda | Rit | 10 | Rit | 12 | 11 | 16 | Rit | 9 | 4 | 14 | 7 | 4 | 9 |  |  |  | 66    | 10º  |

| 1996 | Classe | Moto  |   |   |   |   |   |     |     |   |   |     |   |   |   |   |   |  | Punti | Pos. |
| ---- | ------ | ----- | - | - | - | - | - | --- | --- | - | - | --- | - | - | - | - | - |  | ----- | ---- |
| 1996 | 250    | Honda | 4 | 8 | 4 | 7 | 4 | Rit | Rit | 2 | 3 | Rit | 2 | 2 | 2 | 1 | 3 |  | 193   | 3º   |

| 1997 | Classe | Moto  |   |    |   |   |   |     |     |   |   |   |   |   |   |   |   |  | Punti | Pos. |
| ---- | ------ | ----- | - | -- | - | - | - | --- | --- | - | - | - | - | - | - | - | - |  | ----- | ---- |
| 1997 | 250    | Honda | 3 | NP | 7 | 5 | 1 | Rit | Rit | 2 | 2 | 1 | 4 | 2 | 6 | 3 | 3 |  | 201   | 4º   |

| 1998 | Classe | Moto  |   |   |   |     |   |     |     |  |  |     |   |   |   |   |  |  | Punti | Pos. |
| ---- | ------ | ----- | - | - | - | --- | - | --- | --- |  |  | --- | - | - | - | - |  |  | ----- | ---- |
| 1998 | 250    | Honda | 5 | 3 | 3 | Rit | 4 | Rit | Rit |  |  | Rit | 5 | 4 | 3 | 3 |  |  | 112   | 5º   |

| 1999 | Classe | Moto   |   |     |    |  |  |  |  |  |   |   |   |     |   |   |   |   | Punti | Pos. |
| ---- | ------ | ------ | - | --- | -- |  |  |  |  |  | - | - | - | --- | - | - | - | - | ----- | ---- |
| 1999 | 250    | Yamaha | 4 | Rit | NP |  |  |  |  |  | 8 | 5 | 3 | Rit | 2 | 3 | 4 | 1 | 122   | 7º   |

| 2000 | Classe | Moto   |   |   |   |   |   |   |   |   |   |   |   |   |   |     |   |   | Punti | Pos. |
| ---- | ------ | ------ | - | - | - | - | - | - | - | - | - | - | - | - | - | --- | - | - | ----- | ---- |
| 2000 | 250    | Yamaha | 4 | 2 | 4 | 4 | 3 | 2 | 1 | 2 | 2 | 1 | 3 | 2 | 2 | Rit | 4 | 1 | 279   | 1º   |

| Legenda | 1º posto        | 2º posto            | 3º posto            | A punti      | Senza punti        | Grassetto – Pole position Corsivo – Giro più veloce |
| Legenda | Gara non valida | Non qual./Non part. | Ritirato/Non class. | Squalificato | '-' Dato non disp. | Grassetto – Pole position Corsivo – Giro più veloce |

### Classe 500
| 2001 | Classe | Moto   |     |    |    |    |  |    |    |   |   |    |   |   |     |   |     |     | Punti | Pos. |
| ---- | ------ | ------ | --- | -- | -- | -- |  | -- | -- | - | - | -- | - | - | --- | - | --- | --- | ----- | ---- |
| 2001 | 500    | Yamaha | Rit | 16 | NP | NQ |  | 12 | 11 | 9 | 6 | 12 | 8 | 5 | Rit | 6 | Rit | Rit | 59    | 15º  |

| Legenda | 1º posto        | 2º posto            | 3º posto            | A punti      | Senza punti        | Grassetto – Pole position Corsivo – Giro più veloce |
| Legenda | Gara non valida | Non qual./Non part. | Ritirato/Non class. | Squalificato | '-' Dato non disp. | Grassetto – Pole position Corsivo – Giro più veloce |

### MotoGP
| 2002 | Classe | Moto   |     |   |    |     |   |   |    |   |     |    |     |   |   |     |   |   |  |  | Punti | Pos. |
| ---- | ------ | ------ | --- | - | -- | --- | - | - | -- | - | --- | -- | --- | - | - | --- | - | - |  |  | ----- | ---- |
| 2002 | MotoGP | Yamaha | Rit | 6 | 11 | Rit | 9 | 9 | 14 | 5 | Rit | 10 | Rit | 7 | 7 | Rit | 8 | 9 |  |  | 81    | 10º  |

| 2003 | Classe | Moto   |    |    |    |   |    |     |   |     |   |    |    |     |    |    |   |     |  |  | Punti | Pos. |
| ---- | ------ | ------ | -- | -- | -- | - | -- | --- | - | --- | - | -- | -- | --- | -- | -- | - | --- |  |  | ----- | ---- |
| 2003 | MotoGP | Yamaha | 15 | 10 | 10 | 4 | 10 | Rit | 5 | Rit | 9 | 11 | 13 | Rit | 13 | NP | 6 | Rit |  |  | 71    | 12º  |

| 2004 | Classe | Moto     |  |  |  |  |  |  |  |  |  |  |  |    |  |  |  |     |  |  | Punti | Pos. |
| ---- | ------ | -------- |  |  |  |  |  |  |  |  |  |  |  | -- |  |  |  | --- |  |  | ----- | ---- |
| 2004 | MotoGP | Moriwaki |  |  |  |  |  |  |  |  |  |  |  | 11 |  |  |  | Rit |  |  | 5     | 24º  |

| 2005 | Classe | Moto     |  |  |   |    |  |  |  |  |  |     |  |  |     |    |    |    |  |  | Punti | Pos. |
| ---- | ------ | -------- |  |  | - | -- |  |  |  |  |  | --- |  |  | --- | -- | -- | -- |  |  | ----- | ---- |
| 2005 | MotoGP | Kawasaki |  |  | 2 | 11 |  |  |  |  |  | Rit |  |  | Rit | NQ | 16 | 13 |  |  | 28    | 17º  |

| 2007 | Classe | Moto     |    |    |     |    |  |    |    |  |  |  |  |  |  |  |  |  |  |  | Punti | Pos. |
| ---- | ------ | -------- | -- | -- | --- | -- |  | -- | -- |  |  |  |  |  |  |  |  |  |  |  | ----- | ---- |
| 2007 | MotoGP | Kawasaki | 12 | 18 | Rit | NQ |  | 16 | NQ |  |  |  |  |  |  |  |  |  |  |  | 4     | 23º  |

| Legenda | 1º posto        | 2º posto            | 3º posto            | A punti      | Senza punti        | Grassetto – Pole position Corsivo – Giro più veloce |
| Legenda | Gara non valida | Non qual./Non part. | Ritirato/Non class. | Squalificato | '-' Dato non disp. | Grassetto – Pole position Corsivo – Giro più veloce |